# Abborrsjön (Bollebygds socken, Västergötland, 639874-131515)
Abborrsjön är en sjö i Bollebygds kommun i Västergötland och ingår i Viskans huvudavrinningsområde.